# Jour de l'opinion
4 fructidor 4 vendémiaire
Le quartidi 4e jour complémentaire, officiellement dénommé jour de l'opinion, est le 364e jour de l'année du calendrier républicain.
C'était généralement le 20e jour du mois de septembre dans le calendrier grégorien.